# Печера Наті-Паті
Печера Наті-Паті (англ. Nutty Putty Cave) – гідротермальна вапнякова печера, розташована на захід від озера Юта в окрузі Юта, штат Юта, США. Печера розташована поблизу міста Елк-Рідж і була популярною серед спелеологів, бойскаутських загонів та студентів коледжів до її остаточного закриття. У 2009 році внаслідок нещасного випадку в одному з проходів загинув досвідчений дослідник печер, що привернуло міжнародну увагу до цього місця. З 2009 року печеру було остаточно закрито для публіки.

## Відкриття та дослідження
Печеру вперше дослідили у 1960 році Дейл Ґрін (Dale Green) з друзями. Наразі вона перебуває у власності Управління земельного фонду шкіл та установ штату Юта (Utah School and Institutional Trust Lands Administration) та знаходиться під опікою спелеологічної організації Utah Timpanogos Grotto.  Свою назву система печер отримала завдяки замазкоподібній текстурі м’якої коричневої глини, яку можна знайти в багатьох проходах. Спершу Ґрін планував назвати печеру «Silly Putty» («Дурнувата замазка»), однак пізніше вирішив, що «Nutty Putty» звучить краще. Ця глина має текстуру, схожу на замазку, і складається з діоксиду кремнію, який зазвичай зустрічається в піску . Оскільки печера утворилася вгору перегрітою водою, що утворювала вапняк, її структура є складною і містить багато додаткових мінералів. Печера має протяжність близько 430 м (1400 футів) і до закриття була доступною через вузький отвір на поверхні.
До 2009 року в печері було проведено чотири окремі рятувальні операції для спелеологів та скаутів, які застрягали в її вузьких проходах, поворотах і лазах. У 2006 році було розпочато дослідження та впроваджено жорсткі обмеження щодо кількості відвідувачів, яким дозволялося заходити в печеру. За оцінками, печеру щороку відвідували понад 5000 осіб, причому багато з них часто заходили до печери пізно вночі та не вживали належних заходів безпеки. Через велику популярність печери внутрішні скелі стали надмірно згладженими, що, на думку експертів, могло призвести до фатального інциденту в одній із найвідоміших частин печери — 45-градусній кімнаті під назвою «Велика гірка» (The Big Slide). 24 травня 2006 року на вході до печери було встановлено захисні ворота, і доступ до неї тимчасово закрили. На початку 2009 року було впроваджено систему керування, яка передбачала обов’язкову подачу заявок для відвідування, щоб гарантувати дотримання правил безпеки. 18 травня 2009 року печеру знову відкрили для публіки.

## Смерть Джона Едварда Джонса та закриття печери
24 листопада 2009 року 26-річний Джон Едвард Джонс застряг у печері та загинув після того, як пробув у пастці протягом 27-28 годин.  
Джонс разом із трьома іншими людьми відійшов від основної групи, шукаючи прохід під назвою «Родовий канал» (The Birth Canal) — вузький, але прохідний лаз, що мав розворот у кінці. Джонс помилково зайшов до не нанесеного на карту проходу, і опинився в глухому куті, де єдиним напрямком був вузький вертикальний розлом, що йшов донизу. Вважаючи, що це і є розворот, він увійшов головою вперед, а потім застряг догори ногами. Ширина розлому становила приблизно 25 на 46 см (10 на 18 дюймів) і він знаходився за 120 метрів (400 футів) від входу до печери. На допомогу прибув великий загін рятувальників. Вони встановили складну систему з мотузок і блоків, намагаючись витягнути Джонса, однак система не витримала навантаження й обвалилася, знову втягнувши його в розлом. Урешті-решт, в Джонсі сталася зупинка серця і він помер внаслідок тривалого фізичного навантаження на організм, спричиненого перевернутим і стисненим положенням тіла.
Після того як рятувальники дійшли висновку, що спроба дістати тіло Джонса буде надто небезпечною, землевласник та родина Джонса дійшли згоди щодо остаточного закриття печери. Було вирішено залишити тіло всередині, зробивши це місце останнім прихистком Джонса і своєрідним меморіалом. Для цього в проході Ed's Push, поблизу місця, де знаходилося тіло, за допомогою вибухівки обвалили стелю. Усі входи до печери були остаточно забетоновані, щоб зробити печерну систему недоступною та запобігти подібним трагедіям у майбутньому.
Деякі спелеологи виступили проти закриття печери. У соціальній мережі Facebook були створені спільноти, що закликали зберегти печеру, проте ці спроби не мали успіху. Попри це, деякі спелеологи прорізали собі шлях через зачинений вхід на територію до остаточного закриття печери, однак були затримані співробітниками служби безпеки, перш ніж встигли дістатися до печери, та звинувачені у незаконному проникненні. Вибухівкою та цементом печеру було остаточно герметизовано, що зробило її повторне відвідування вкрай складним або й неможливим.
16 вересня 2016 року вийшов фільм про трагедію під назвою «Останній спуск» (The Last Descent).